# Beaulieu (Orne)
Beaulieu – miejscowość i gmina we Francji, w regionie Normandia, w departamencie Orne.
Według danych na rok 1990 gminę zamieszkiwało 186 osób, a gęstość zaludnienia wynosiła 10 osób/km² (wśród 1815 gmin Dolnej Normandii Beaulieu plasuje się na 700. miejscu pod względem liczby ludności, natomiast pod względem powierzchni na miejscu 142.).